# 1572 az irodalomban

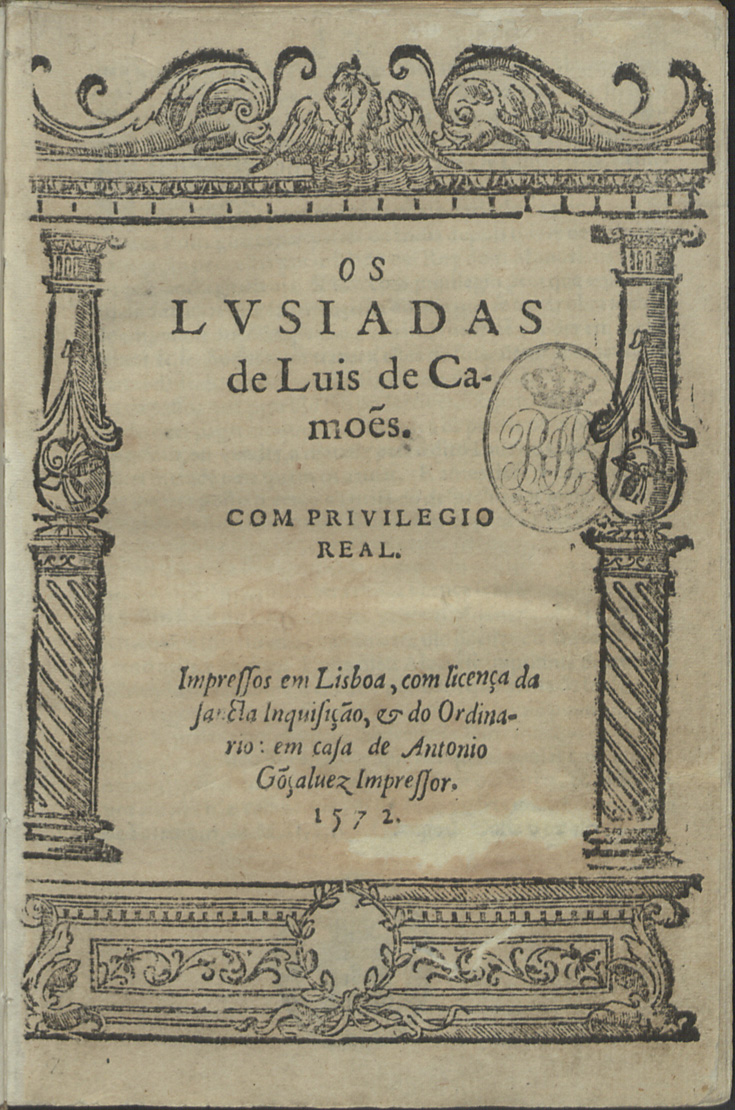
Os Lusíadas

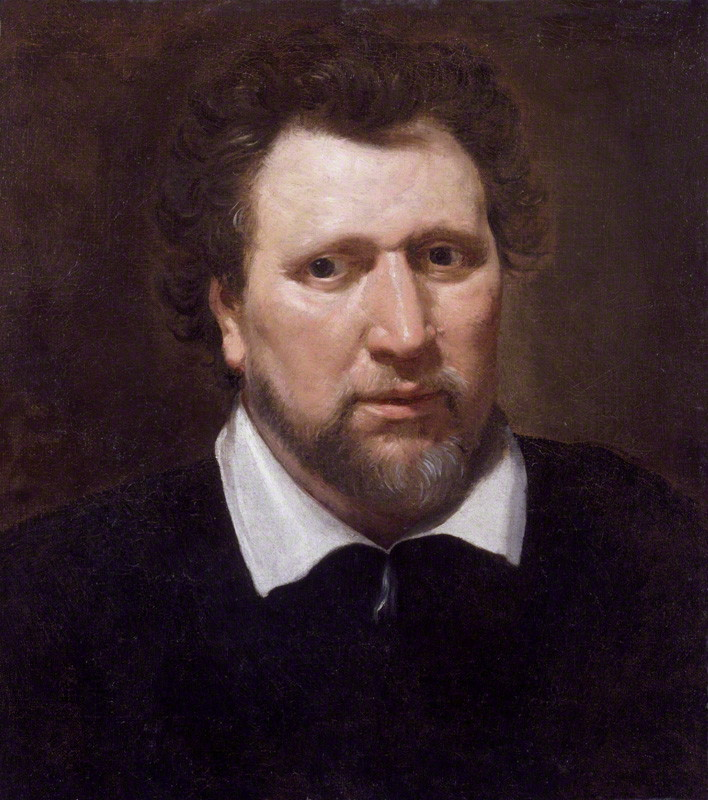
Ben Jonson

Az 1572. év az irodalomban.

## Új művek
- A lusiadák (Os Lusíadas), Luís de Camões portugál költő hőskölteménye; a barokk heroizmus egyik kiemelkedő műve, a portugálok nemzeti eposza.
- Debreceni Disputa, unitárius hitvitázó dialógus.

## Születések
- január 22. – John Donne angol költő, a metafizikus költészet kiemelkedő képviselője († 1631)
- június 11. – Ben Jonson angol drámaíró, költő és színész, William Shakespeare kortársa († 1637)
- 1572 körül – Thomas Dekker angol író, drámaíró († 1632)

## Halálozások
- december 25. – Méliusz Juhász Péter református püspök, egyháztudós, író, a magyarországi reformáció legnagyobb hatású egyénisége (* 1532)
- 1572. – Aegidius Tschudi svájci történetíró (* 1505)
- 1572. – Petar Hektorović raguzai horvát költő (* 1487)